# Ferrari 412 MI
O  412 MI  é o modelo da Ferrari da temporada de 1958 da F1. Foi guiado por Mike Hawthorn e Peter Collins.